# آشپزی مغربی

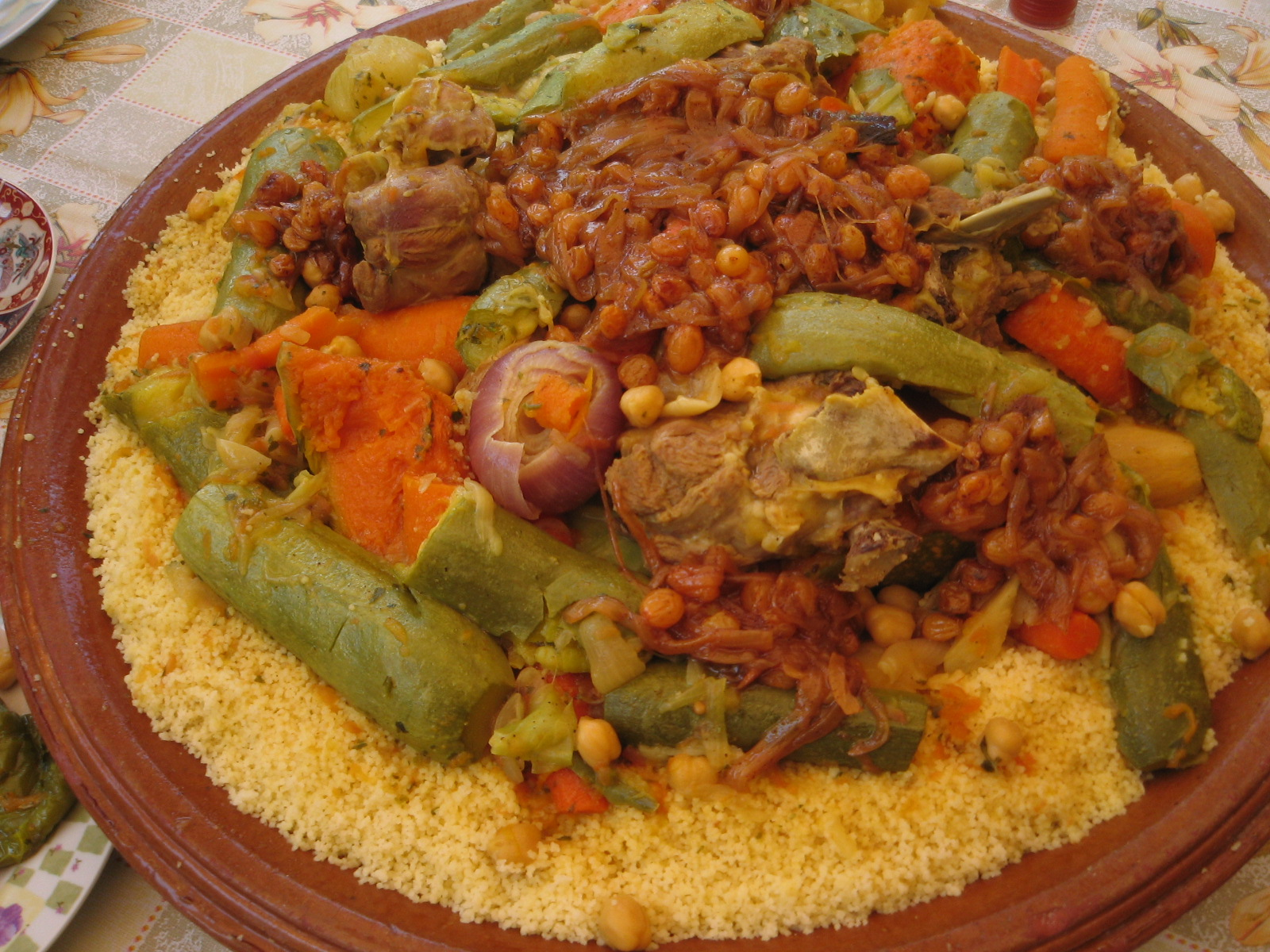
کوسکوس که در اینجا با سبزیجات و گوشت سرو می‌شود، یکی از بارزترین غذاهای مغرب زمین است.

آشپزی مغربی، شامل غذاهای منطقه مغرب، شمال غربی‌ترین قسمت آفریقا در امتداد دریای مدیترانه، متشکل از کشورهای الجزایر، لیبی، موریتانی، مراکش و تونس است. غذاهای معروف این منطقه عبارتند از کوسکوس، پاستیل، طاجین و شاک شوکا.

## ریشه‌شناسی

مغرب عربی

آشپزی مغربی، شامل آشپزی‌های منطقه غربی شمال آفریقا مانند الجزایر، مراکش، تونس و لیبی است و در اصل ترکیبی از غذاهای عربی، بربری و آشپزی مدیترانه‌ای با تأثیرات تاریخی از آشپزی عثمانی و آشپزی اروپایی است. غذاهای الجزایر، تونس و لیبی و مراکش نیز به ترتیب تحت تأثیر آشپزی فرانسوی و ایتالیایی قرار گرفته‌اند.

## آشپزی
در آشپزی مغربی رایج‌ترین قوت غالب مردم، گندم (برای نان خوبز و کوسکوس)، ماهی، خوراک دریایی، گوشت بز، بره، گوشت گاو، خرما، بادام، میوه، زیتون و سبزیجات مختلف است.
از آنجایی که مردم این منطقه عمدتاً مسلمان هستند، معمولاً گوشت حلال خورده می‌شود. بیشتر غذاها ادویه دار هستند.
استفاده از حبوبات، مغزها، میوه‌ها و ادویه جات بسیار رایج است. لیموهای نگهداری شده با نمک و زیتون از عناصر مهم این غذاها هستند.
معروف‌ترین غذای مغربی در خارج از کشور، کوسکوس است که از سمولینا تهیه می‌شود. طاجین، ظرف پخت و پز ساخته شده از گل، نیز یکی از مشترکات در این منطقه است.

## ادویه‌جات
ادویه‌های موجود در غذاهای این منطقه عبارتند از: زنجبیل، فلفل فرنگی، زیره سیاه، زعفران، پاپریکا، میخک، زیره سبز، گشنیز، فلفل هندی و زردچوبه. نعناع تازه، جعفری یا گشنیز نیز بسیار رایج هستند. مخلوط ادویه جات مانند راس الحانوت، بهارات، و خمیر چیلی مانند هریسه (به ویژه در تونس) نیز اغلب استفاده می‌شود.

## گالری تصاویر

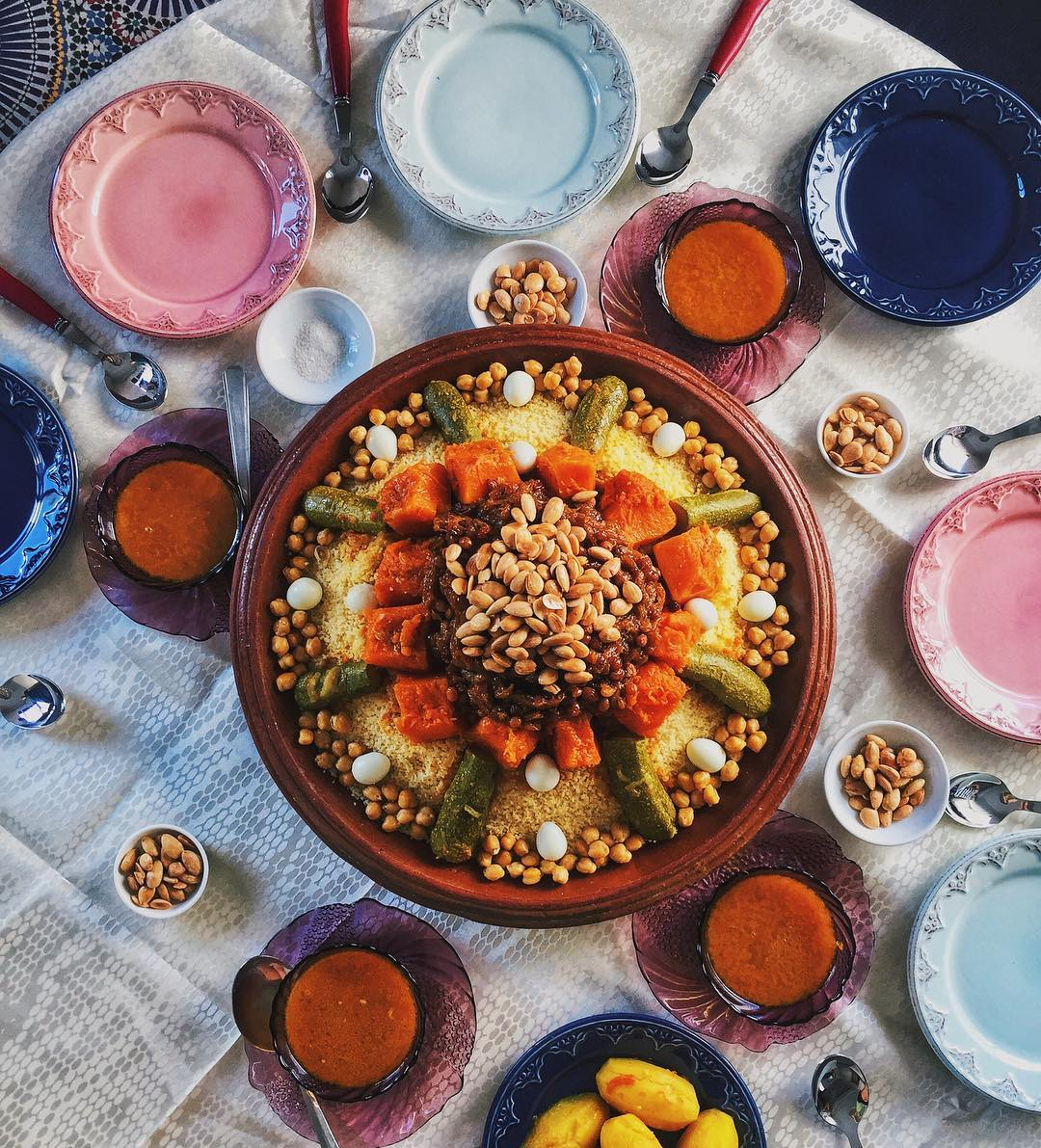
کوسکوس با سبزیجات، روی آن با ت'فایه و بادام سوخاری
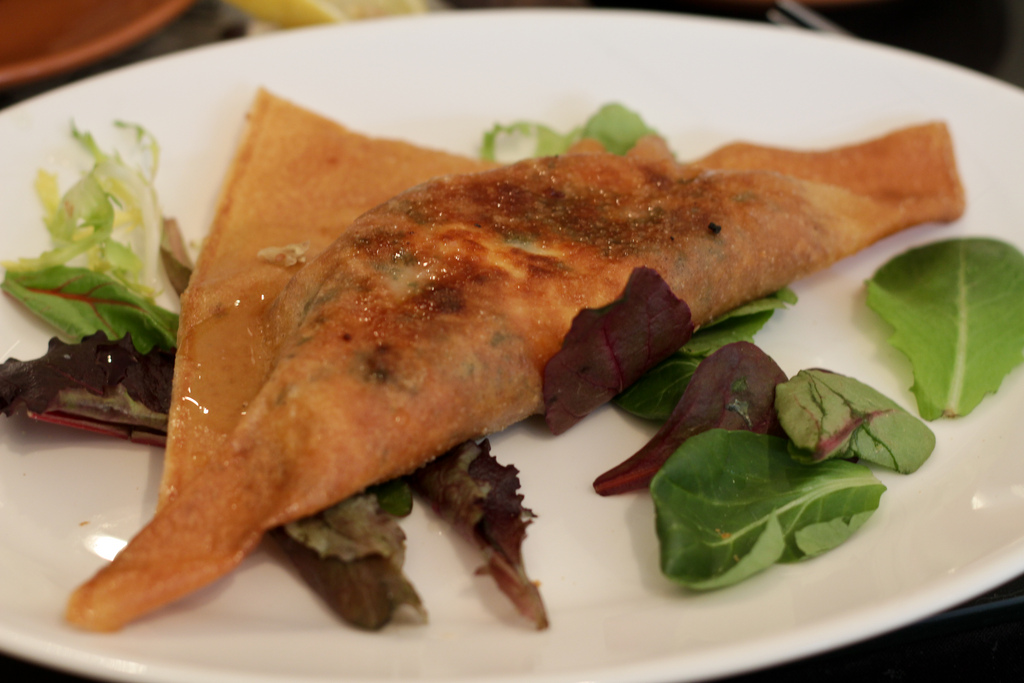
بریک با تخم مرغ، ماهی تن، پیاز و جعفری
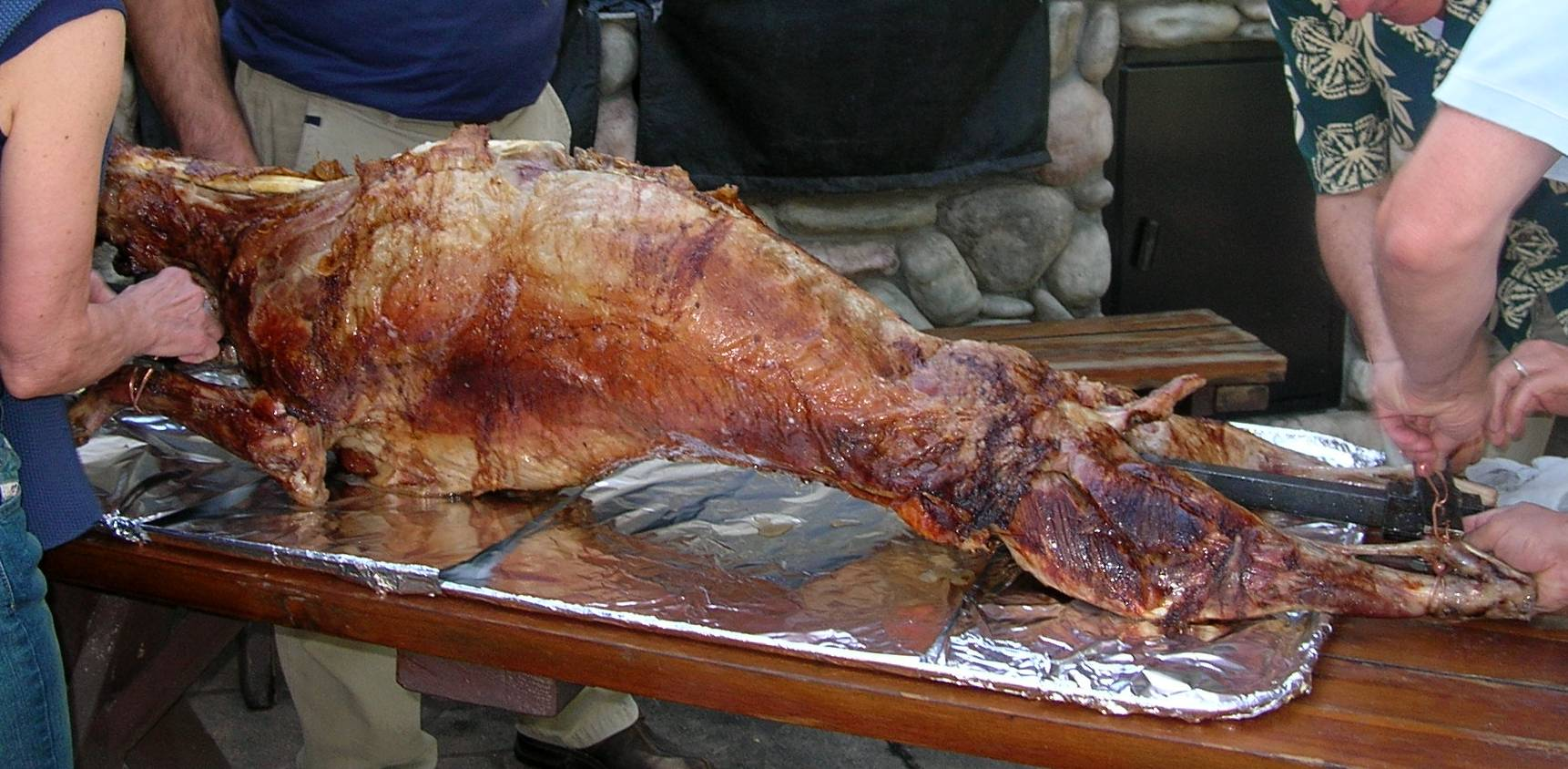
م'چویی گوسفند کامل، بریان شده
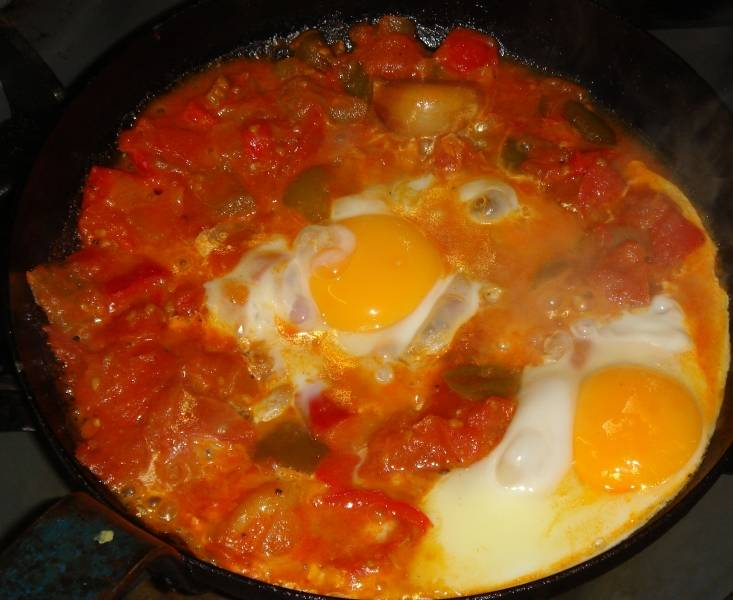
شاک شوکا با تخم مرغ
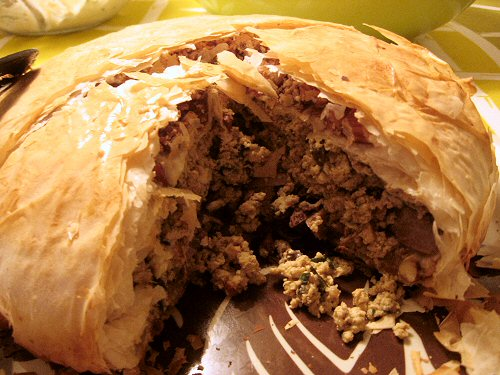
پاستیل با گوشت
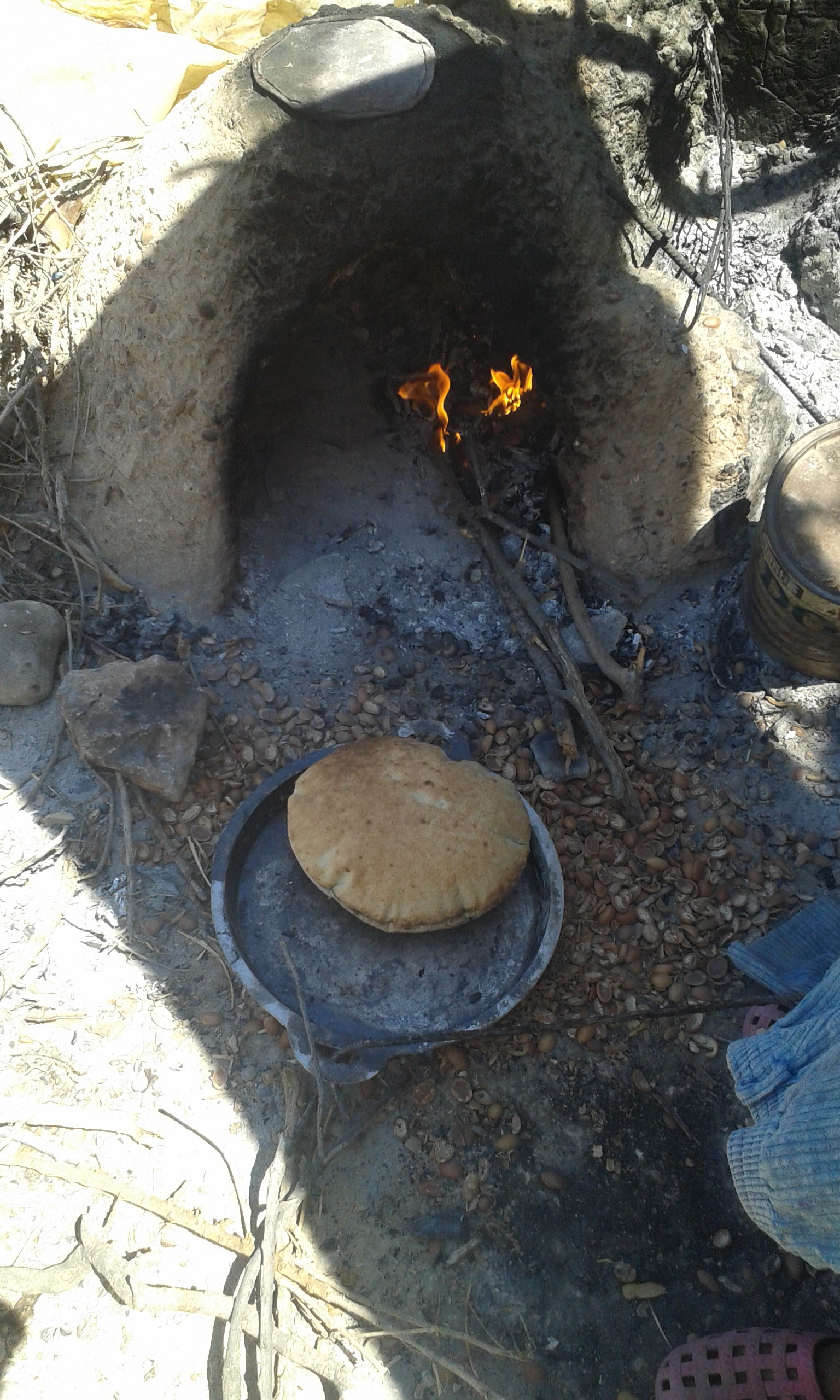
نان به روش سنتی پخته می‌شود
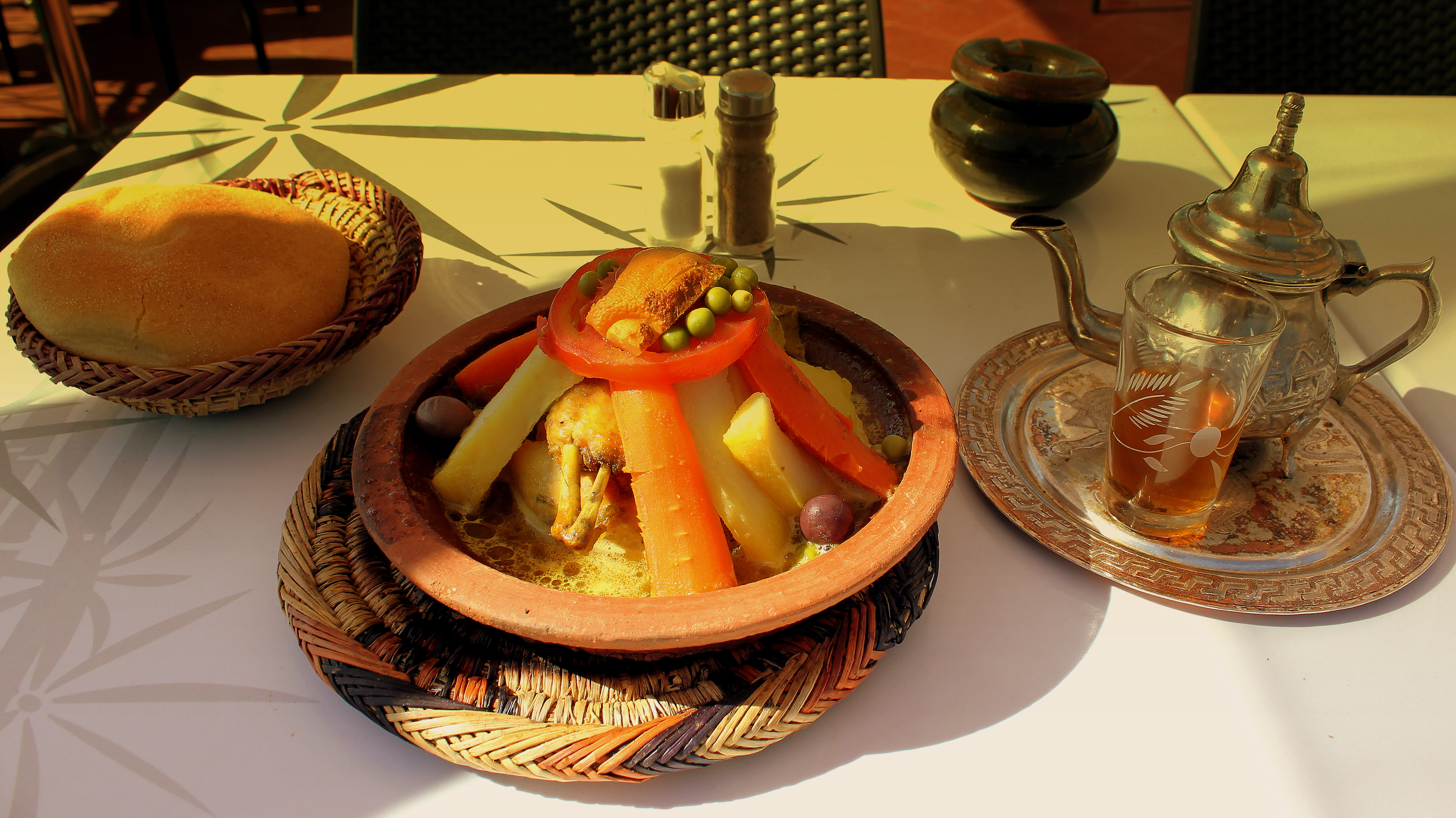
طاجین مراکشی با نان و چای نعناع
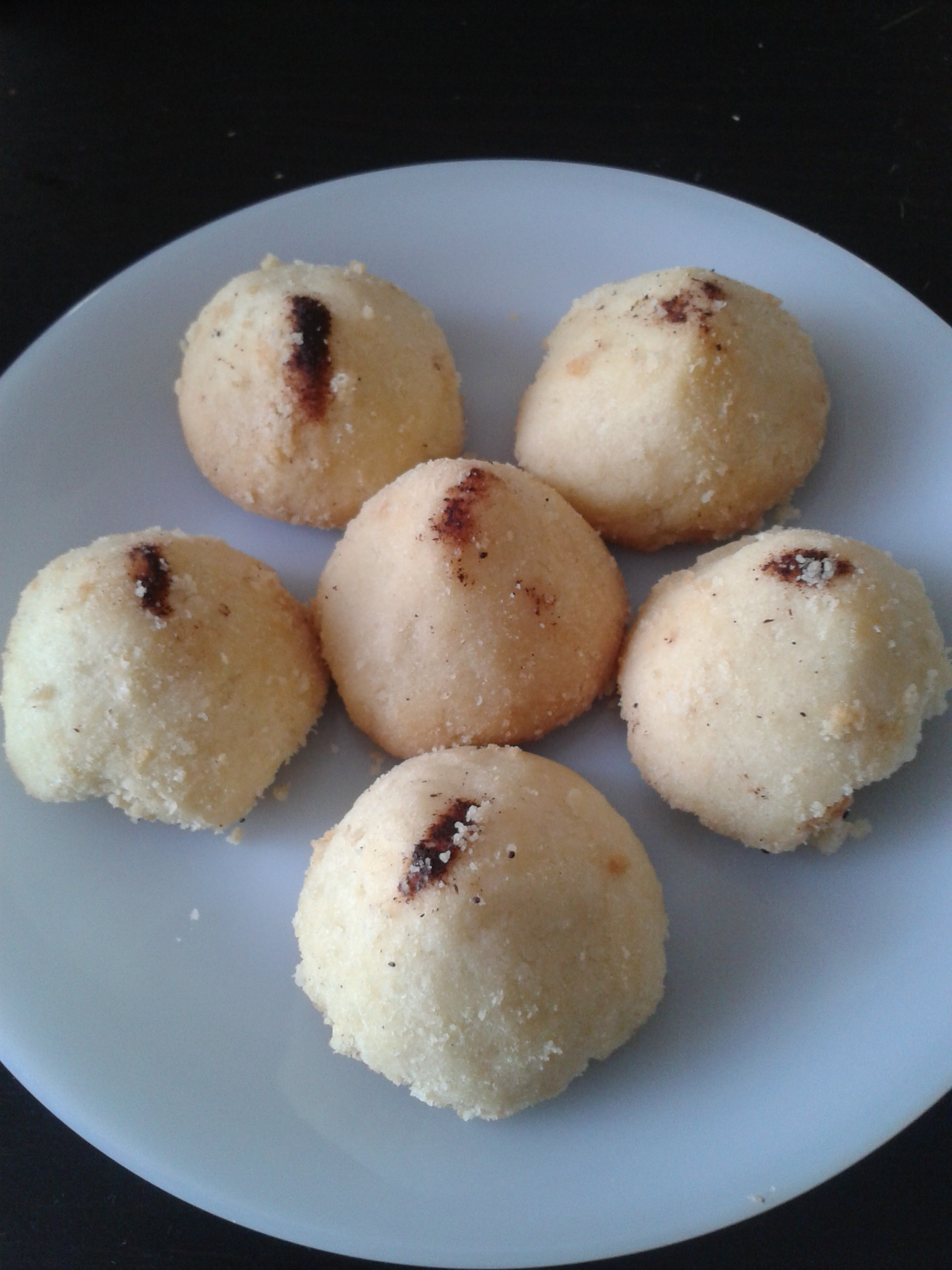
قرابیه